# Henggart
Henggart est une commune suisse du canton de Zurich, située dans le district d'Andelfingen.

Photo aérienne prise à 300 m par Walter Mittelholzer (1923).

## Monuments et curiosités
Église paroissiale réformée à une nef néo-classique de 1820 (Johann Volkart) avec clocher à deux étages.